# Dom Zgromadzenia Narodowego Republiki Serbii
Dom Zgromadzenia Narodowego Republiki Serbii – budynek w Belgradzie, stolicy Serbii. Został oddany do użytku 18 października 1936 roku. Od 2006 roku jest siedzibą Zgromadzenia Narodowego Republiki Serbii, wcześniej był on miejscem obrad parlamentów Jugosławii oraz Serbii i Czarnogóry.
Obiekt z zewnątrz wyróżnia centralny ryzalit z portykiem na fasadzie, nad którym znajduje się okrągła wieża zwieńczona kopułą z latarnią. Kolejne cztery latarnie znajdują się wokół wieży, a cztery mniejsze kopuły w narożnikach budowli. Wewnątrz budynku znajduje się wiele cennych dzieł sztuki, rzeźb, obrazów i fresków. W 1984 roku obiekt został uznany za zabytek. Budynek można zobaczyć m.in. na banknocie 5000 dinarów serbskich.

## Historia
Stworzenie projektu nowej, reprezentatywnej siedziby obrad Zgromadzenia Narodowego Królestwa Serbii zlecono w 1892 roku Konstantinovi Jovanovićovi. Siedziba Zgromadzenia mieściła się wówczas w skromnym budynku na rogu obecnych ulic Kraljice Natalije i Kneza Miloša. Teren pod nowy budynek wybrano na skraju ówczesnych zabudowań miasta, w miejscu gdzie dawniej znajdował się nieukończony meczet. Architekt zaprojektował monumentalny gmach, jednak budowy, z powodu zmian na scenie politycznej oraz braku środków finansowych, nie rozpoczęto.
W 1901 roku przyjęto do realizacji nowy projekt autorstwa Jovana Ilkicia, bazujący w dużej mierze na koncepcji Jovanovicia. Kamień węgielny pod budowę obiektu wmurowano jednak dopiero 27 sierpnia 1907 roku, przy udziale króla Piotra I Karadziordziewicia i księcia Jerzego Karadziordziewicia. Budowę spowolniły m.in. wojny bałkańskie i I wojna światowa, w trakcie której prace zostały całkowicie wstrzymane. Budowę obiektu, który po powstaniu Królestwa Serbów, Chorwatów i Słoweńców miał być siedzibą Zgromadzenia Narodowego nowego państwa, wznowiono w 1920 roku. Pracami pokierował Pavle Ilkić, syn Jovana, zmarłego w 1917 roku. W 1926 roku prace po raz kolejny wstrzymano. W 1929 roku król Aleksander I Karadziordziewić wprowadził dyktaturę, a Królestwo SHS przekształcono w Królestwo Jugosławii. Prace nad budowlą wznowiono w 1934 roku, po śmierci Aleksandra I. Ostatecznie ceremonia oddania obiektu do użytku, z udziałem Piotra II Karadziordziewicia, miała miejsce 18 października 1936 roku. Dwa dni później w budynku odbyła się pierwsza sesja Zgromadzenia Narodowego Królestwa Jugosławii.
Podczas II wojny światowej budynek stał się siedzibą okupacyjnej administracji cywilnej. Po wyzwoleniu obradowała w nim Antyfaszystowska Rada Wyzwolenia Narodowego Jugosławii. Po powstaniu Socjalistycznej Federacyjnej Republiki Jugosławii (29 listopada 1945 roku) w obiekcie odbywały się posiedzenia Zgromadzenia SFRJ. Stan ten trwał aż do rozpadu Jugosławii. Od 1992 roku w budynku obradowało Zgromadzenie Federalnej Republiki Jugosławii (złożonej z dwóch republik, Serbii i Czarnogóry). Po przekształceniu  się w 2003 roku Federalnej Republiki Jugosławii w Serbię i Czarnogórę w budynku obradowało z kolei Zgromadzenie Serbii i Czarnogóry. Od 2006 roku, po proklamowaniu niepodległości przez Czarnogórę, Serbia i Czarnogóra istnieją jako odrębne państwa, a obiekt pełni odtąd rolę siedziby obrad Zgromadzenia Narodowego Republiki Serbii.